# Све у исто време
Све у исто време (енгл. Everything Everywhere All at Once) је амерички научнофантастични акциони филм из 2022. године, режисера и сценариста Дена Квана и Данијела Шејнерта (колективно познати као „Данијелс”). Главне улоге у филму тумаче Мишел Јео, Стефани Шу, Џонатан Ке Кван, Џени Слејт, Хари Шам Млађи, Џејмс Хонг и Џејми Ли Кертис. Радња прати Американку кинеског порекла коју прати Пореска управа, која открива да мора да се повеже са верзијама себе из различитих паралелних универзума како би спречила моћно биће да их све уништи.
Кван и Шејнерт су започели рад на пројекту 2010, док је продукција најављена 2018. године. Филм је сниман од јануара до марта 2020. године. Премијерно је приказан 11. марта 2022, док је у ограниченом издању пуштен у америчке биоскопе 25. марта, пре широког објављивања 8. априла, од стране компаније A24. Описан као црна комедија и „вртлог жанровске анархије”, филм је добио позитивне критике критичара, који су нарочито похвалили његов тон и машту, режију, глуму и обраду тема као што је нихилизам.
Био је номинован за једанаест Оскара, а освојио је седам: за најбољи филм, најбољу режију, најбољу глумицу (Јео), најбољег споредног глумца (Кван), најбољу споредну глумицу (Кертис), најбољи оригинални сценарио и најбољу монтажу. Такође је освојио два Златна глобуса, пет Филмских награда по избору критичара (укључујући ону за најбољи филм), једну награду БАФТА, рекордне четири награде Удружења филмских глумаца (укључујући ону за најбољу глумачку поставу), седам награда Спирит (укључујући ону за најбољи филм) и многе друге.

## Радња

### Први део: Све
Евелин Кван Ванг је имигранткиња кинеског порекла која води перионицу веша са својим мужем Вејмондом. Тензије су високе зато што перионицу ревидира Пореска управа. Поред тога, Вејмонд покушава да Евелин преда папире за развод; Евелинин захтевни отац, Гонг Гонг, управо је стигао из Хонгконга; а Евелинина ћерка Џој покушава да наговори своју мајку да прихвати њену девојку Беки.
Док је у згради Пореске управе на састанку са пореском инспекторком Дирдри Бобирдром, Вејмондова личност се мења када његово тело накратко преузме Алфа Вејмонд, верзија Вејмонда из универзума који он назива „Алфаверзум”. Алфа Вејмонд објашњава Евелин да постоји много паралелних универзума, јер сваки направљени избор ствара нови универзум. Људи из Алфаверзума, предвођени покојном Алфом Евелин, развили су технологију „скакања између универзума” која омогућава људима да приступе вештинама, сећањима и телима својих верзија из паралелног универзума, испуњавањем специфичних услова. Мултиверзуму прети Џобу Тупаки, бивша Алфа Џој. Њен ум је расцепан након што ју је Алфа Евелин натерала да обилно скаче између универзума; Џобу Тупаки сада доживљава све универзуме одједном и може да скаче између њих и да манипулише материјом по жељи. Својом божанском моћи она је створила црну рупу у облику све-ђеврека, која потенцијално може да уништи мултиверзум.
Евелин користи технологију скакања између универзума да се бори са слугама Џобу Тупаки, који почињу да се окупљају у згради Пореске управе. Евелин сазнаје за Вејмондове планове да се разведе од ње и открива своје друге животе у којима је доносила другачије изборе и напредовала; у једном је постала кунг-фу мајстор, а у другом филмска звезда јер није напустила Кину са Вејмондом, који у овом универзуму постаје успешан бизнисмен. Алфа Вејмонд верује да Евелин, као највећи неуспех свих Евелин у мултиверзуму, има неискоришћени потенцијал да победи Џобу Тупаки. Алфа Гонг Гонг налаже Евелин да убије Џој како би омела Џобу Тупаки, али Евелин одбија. Одлучује да се мора суочити са Џобу Тупаки тако што ће стећи исте моћи као она, па више пута скаче између универзума док се бори против Џобу Тупаки и војника Алфа Гонг Гонга. Након битке, Алфа Вејмонда убија Џобу Тупаки у Алфаверзуму и Евелинин ум се преоптерећује.

### Други део: Свуда
Евелинин ум се расцепа и она открива друге, бизарне универзуме, укључујући онај у коме људи имају виршле уместо прстију и где је она у романтичној вези са Дирдри, као и други у коме ради заједно са тепањаки куваром којег потајно контролише ракун. Она сазнаје да је Џобу Тупаки створила све-ђеврек не да би уништила све, већ како би уништила себе, и да је тражила Евелин која би могла да је разуме. Џобу Тупаки осећа да зато што постоји толико огромних универзума и бесконачног хаоса, ништа заиста није важно.
У другим универзумима, Вангови су пред губитком перионице због пореских грешака, а бизнисмен Вејмонд одбија филмску звезду Евелин након деценија раздвојености. Евелин је скоро па наклоњена Џобу Тупаки и рањава Вејмонда из свог универзума. Скоро да се придружи Џобу Тупаки у уласку у све-ђеврек, али стаје када чује Вејмондове позиве да буде љубазна и има наде. Евелин побеђује борце Алфа Гонг Гонга и Џобу Тупаки користећи своје мултиверзално знање да пронађе шта сваког од њих мучи и даје им срећу. Евелин стиже до Џобу Тупаки и говори јој да није сама и да ће Евелин увек изабрати да буде са њом, упркос томе где би могла да буде. У међувремену, у паралелном универзуму, Евелин се суочава са Гонг Гонгом и мири се са Вејмондом и Џој, а Вејмонд убеђује Дирдри да дозволи Ванговима да поправе своју пореску ситуацију. Џобу Тупаки у почетку одбија Евелин, али јој се враћа и њих две се грле.

### Трећи део: У исто време
Убрзо након тога, односи и животи породице су се побољшали; Беки се сада сматра делом породице, Вејмонд и Евелин деле кратак, али романтичан тренутак по први пут после дуго времена, и враћају се у зграду Пореске управе када им је друга прилика да поднесу порез. Док Дирдри прича, Евелинину пажњу на тренутак привлаче њене алтернативне верзије и мултиверзум, пре него што се врати у свој матични универзум.

## Улоге
| Глумац          | Улога                  |
| --------------- | ---------------------- |
| Мишел Јео       | Евелин Кван Ванг       |
| Стефани Шу      | Џој Ванг / Џобу Тупаки |
| Џонатан Ке Кван | Вејмонд Ванг           |
| Џејмс Хонг      | Гонг Гонг              |
| Џејми Ли Кертис | Дирдри Бобирдра        |
| Толи Мендел     | Беки                   |
| Џени Слејт      | Деби / „Велики Нос”    |
| Хари Шам Млађи  | Чед                    |